# أولدن بولينيس
أولدن بولينيس (بالفرنسية: Olden Polynice)‏ مواليد 21 نوفمبر 1964 في بورت أو برانس، هو لاعب كرة سلة هايتي سابق أصبح مدرباً بدأ مسيرته الاحترافية في سنة 1987 حيث تم اختياره من قبل فريق شيكاغو بولز خلال الدرافت وحمل الرقم 23 و0 و34 و30. يبلغ طوله 6 قدم 11 بوصة (2.1 م). اعتزل اللعب في 2006.

## فرق لعب لها
- سياتل سوبرسونيكس
- لوس أنجلوس كليبرز
- ديترويت بيستونز
- سكرامنتو كينغز
- يوتاه جاز

## إحصائيات كرة سلة الجامعات
| السنة   | الفريق        | لعب | بدأ | دقيقة | ميداني% | ثلاثية | حرة  | ارتداد | صنع | استلاب | تصدي | نقطة |
| ------- | ------------- | --- | --- | ----- | ------- | ------ | ---- | ------ | --- | ------ | ---- | ---- |
| 1983–84 | جامعة فرجينيا | 33  |     | 26.2  | .551    |        | .588 | 5.6    | 0.6 | 0.1    | 0.5  | 7.7  |
| 1984–85 | جامعة فرجينيا | 32  |     | 34.2  | .603    |        | .599 | 7.6    | 0.5 | 0.4    | 1.1  | 13.0 |
| 1985–86 | جامعة فرجينيا | 30  |     | 35.8  | .572    |        | .637 | 8.0    | 0.5 | 0.3    | 1.1  | 16.1 |
| المسيرة |               | 95  |     | 31.9  | .578    |        | .612 | 7.0    | 0.5 | 0.3    | 0.9  | 12.1 |

## روابط خارجية
- أولدن بولينيس على موقع إن بي أي (الإنجليزية)
- أولدن بولينيس على موقع سبورتس رفرنس (الإنجليزية)
- أولدن بولينيس على موقع كرة السلة الأوروبية.كوم (الإنجليزية)
- أولدن بولينيس على موقع كلية كرة السلة في سبورتس رفرنس.كوم (الإنجليزية)
- أولدن بولينيس على موقع ريلجم (الإنجليزية)
- أولدن بولينيس على موقع بروبوليرز (الإنجليزية)